# Joner
För andra betydelser, se Joner (olika betydelser).
Joner var en av det grekiska folkets fyra huvudstammar, enligt sagan avkomlingar av Hellens sonson Ion. De bodde i Attika, på Euboia, Kykladerna samt på den mellersta delen av Mindre Asiens (Anatoliens) västkust där det uppstod ett förbund av tolv stadsstater kallat Joniska förbundet, eller Jonien.
Det upprättades joniska kolonier på Sicilien och i södra delen av den italienska halvön med flera områden, framförallt av de joner som bodde i Mindre Asien.
Uttrycket jonisk inom bland annat den grekiska antikens arkitektur hänför sig till detta folk.